# Apiocera aurelia
Apiocera aurelia är en tvåvingeart som beskrevs av Artigas 1970. Apiocera aurelia ingår i släktet Apiocera och familjen Apioceridae. Inga underarter finns listade i Catalogue of Life.